# Johan Starrenberg

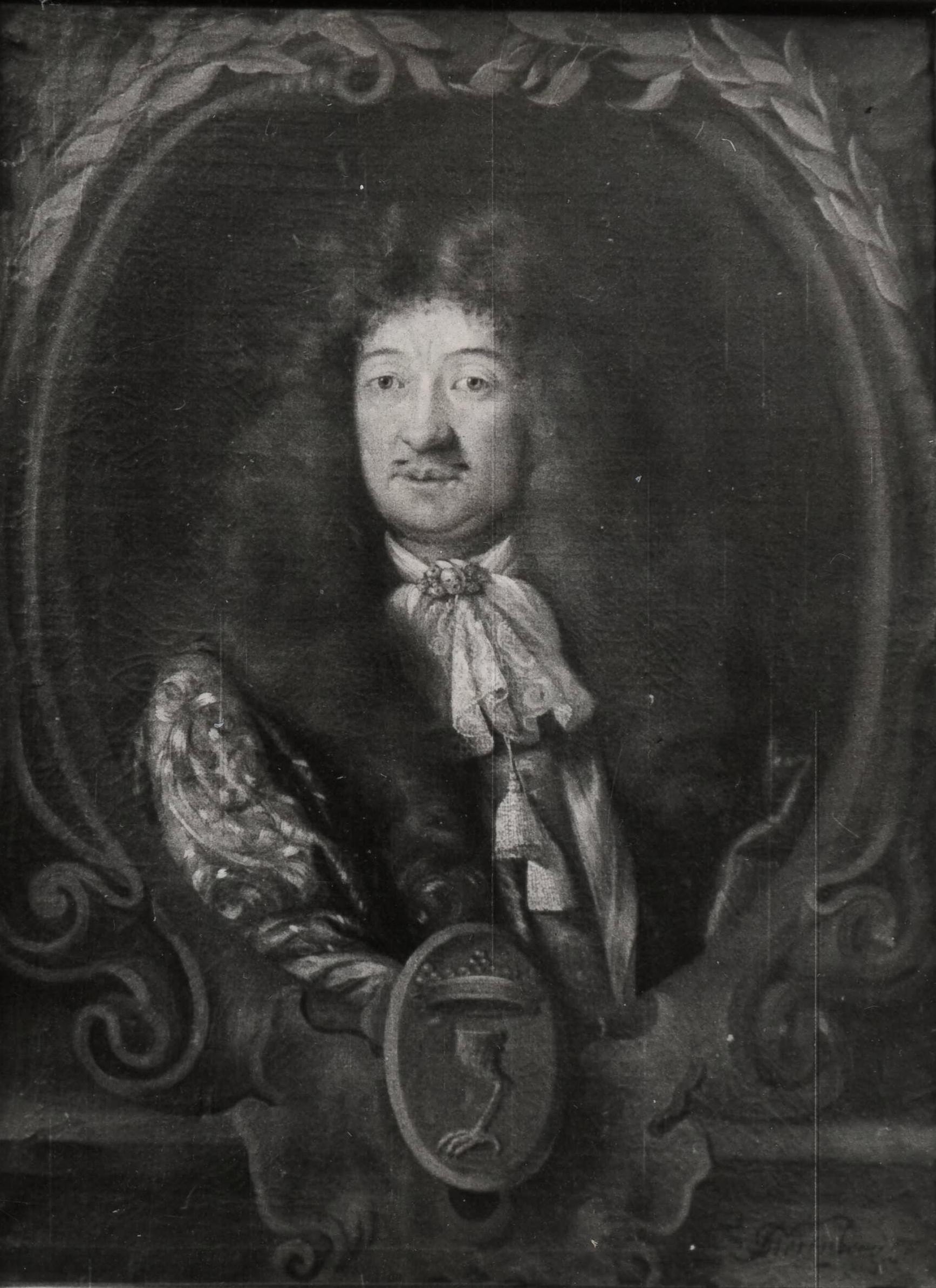
Henric Piccardt (Johan Starrenburg, 1675)

Johan Starrenberg (ook bekend als Jan van Starrenberg of Sterrenberg) (Embden, ? – na 1691) was een Noord-Nederlandse decoratie- en kunstschilder, actief in de tweede helft van de 17e eeuw.
In 1667 trouwde hij met Geertruydt Vluggen uit Barneveld, die in 1678 overleed.
Van 1670 tot 1681 werkte Starrenberg voornamelijk in Groningen als decoratieschilder van interieurs. Volgens kunsthistoricus Houbraken genoot hij de gunst van Hendrik Casimir II van Nassau-Dietz. Zijn oeuvre omvatte portretten, historiestukken en genrestukken. Een van zijn bekendere werken is het portret van Lieuwe Willemsz. Graaf, dat later door Petrus Aeneae werd gegraveerd. Houbraken vermeldt ook een schilderij voorstellende Antiochus en Stratonike van zijn hand. In 1681 verhuisde Starrenberg naar Den Haag, waar hij lid werd van de Confrèrie Pictura. Hij werd voor het laatst vermeld in 1691 als schilder in Den Haag. 
Johan Starrenberg was bevriend met de kunstschilder Jacob de Wolf.
- RKD-Nederlands Instituut voor Kunstgeschiedenis: 74740
- Union List of Artist Names: 500046455
- Virtual International Authority File: 95987778